# Капка, Здзислав
Здзи́слав Ри́шард Ка́пка (пол. Zdzisław Ryszard Kapka; род. 7 декабря 1954, Краков), известный в США как Зи Капка (англ. Zeee Kapka) — польский футболист, выступал на позициях нападающего и полузащитника. Бронзовый призёр чемпионата мира 1974 года.

## Карьера

### Клубная
Воспитанник краковской «Вислы», в первой команде дебютировал в 17 лет. В клубе Капка провёл 12 полных сезонов, с 1980 года и до своего ухода из клуба был капитаном команды. В сезоне 1973/74 стал лучшим бомбардиром чемпионата Польши с 15 мячами, а в сезоне 1977/78 вместе с «Вислой» Капка выиграл чемпионат. Всего в I лиге провёл 327 матчей и забил 93 мяча.
В 1983 году Здзислав Капка перебрался за океан, играл в США за клуб MISL «Питтсбург Спирит» в течение трёх лет. Позже вернулся в Польшу, в конце сезона 1986/87 сыграл 4 матча за «Вислу» во II лиге, после чего завершил карьеру. В составе «Вислы» Капка принял участие в 383 официальных матчах, что является рекордным показателем для клуба.

### В сборной
Здзислав Капка выступал за юношескую сборную Польши, в составе которой завоевал бронзовые медали на чемпионате Европы-1972.
В сборной Польши Здзислав Капка дебютировал 21 октября 1973 года в Дублине во встрече со сборной Ирландии. На чемпионате мира-1974 лишь однажды вышел на замену, в матче за 3-е место против сборной Бразилии. Свой единственный мяч за сборную Капка провёл в гостевом товарищеском матче против Боливии 12 июня 1977 года. Всего за сборную провёл 14 матчей и забил один мяч. Из 14 матчей Капки за сборную 13 были товарищескими.

## Достижения

### Командные
- Бронзовый призёр юношеского чемпионата Европы: 1972
- Бронзовый призёр чемпионата мира: 1974
- Чемпион Польши: 1977/78
- Финалист Кубка Польши: 1978/79

### Личные
- Лучший бомбардир чемпионата Польши: 1973/74

## После завершения карьеры
Здзислав Капка работал в краковской «Висле» в должности менеджера, вице-президента, а затем был исполняющим обязанности президента клуба. Именно с именем Капки связывали отставку Гжегожа Мельцарского с поста спортивного директора «Вислы». С августа 2007 года до января 2008 года работал менеджером «Лодзи». В настоящее время работает скаутом в «Висле».
Капка входил в первую тройку «Социал-демократии Польши» на выборах в Европарламент в 2004 году. Во время проверки выяснилось, что Капка работал в органах государственной безопасности ПНР. Позже в одном из интервью Капка рассказал, что все игроки «Вислы» числились сотрудниками Службы безопасности. Также он заявил, что никогда ни на кого не доносил, ни за кем не следил и не подслушивал.